# Britta Oppelt

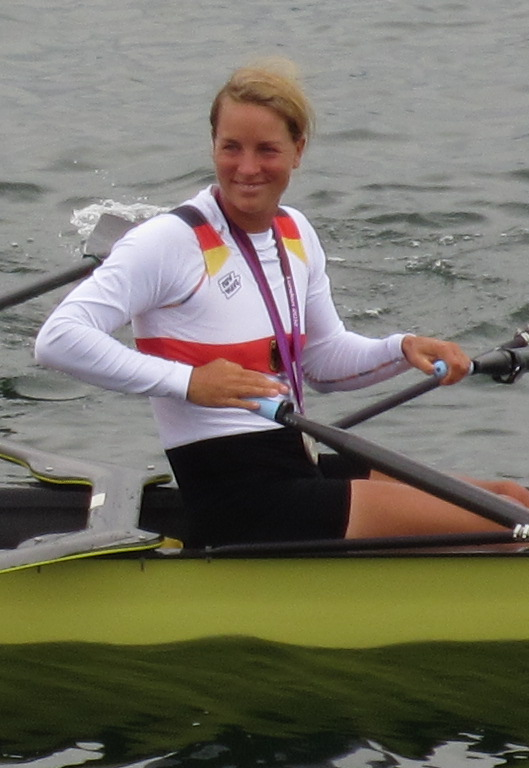
Britta Oppelt bei den Olympischen Spielen 2012

Britta Oppelt (* 5. Juli 1978 in Berlin) ist eine ehemalige deutsche Ruderin.
2002 erreichte sie den fünften Platz im Doppelzweier bei den Ruder-Weltmeisterschaften in Sevilla, im Jahr darauf steigerte sie dieses Ergebnis in Mailand auf den zweiten Platz. 2004 konnte sie bei den Olympischen Spielen in Athen die Silbermedaille im Doppelzweier gewinnen. 2005 errang sie den zweiten Platz im Doppelvierer bei den Ruder-Weltmeisterschaften in Gifu. 2006 sicherte sie sich den zweiten Platz im Doppelzweier bei den Weltmeisterschaften auf dem Dorney Lake bei Eton. 2007 erreichte sie zusammen mit Stephanie Schiller, Manuela Lutze und Kathrin Boron den zweiten Platz im Doppelvierer bei den Weltmeisterschaften in München. 2008 erzielte sie mit denselben Ruderinnen den dritten Platz, und damit die Bronzemedaille, im Doppelvierer bei den Olympischen Spielen in Peking. 2011 wurde sie bei den Ruder-Weltmeisterschaften in Bled (Slowenien) Weltmeisterin im Frauen-Doppelvierer.
Bei den Olympischen Spielen 2012 in London gewann sie gemeinsam mit Carina Bär, Annekatrin Thiele und Julia Richter im Doppelvierer die Silbermedaille. Es war ihre insgesamt dritte Medaille bei Olympischen Spielen. 2013 gewann sie die Goldmedaille bei den Ruder-Europameisterschaften in Sevilla im Doppelvierer. Bei den Ruder-Weltmeisterschaften 2013 in Chungju gewannen sie Gold.
Für ihre sportlichen Leistungen wurde sie am 7. November 2012 durch Verleihung des Silbernen Lorbeerblattes geehrt.
Ihr Heimatverein ist die Rudervereinigung Hellas-Titania Berlin. Sie arbeitete bei der Bundespolizei.